# Izstrelek
Izstrelek je vsak predmet, ki je vržen s silo. Opredelimo ga lahko tudi kot predmet, ki se sproži v vesolje in se mu omogoči prosto gibanje pod vplivom gravitacije in zračnega upora. Čeprav je lahko kateri koli predmet, ki se giblje skozi vesolje (na primer vržena žoga, izstreljen krog, vržena puščica, kamen, sproščen iz katapulta) izstrelek običajno najdemo v vojni in športu. Za analizo poti izstrelka se uporabljajo matematične enačbe gibanja.